# Microsoft Store
Microsoft Store (tidigare Windows Store) är en digital försäljningstjänst från Microsoft som distribuerar bland annat appar till Microsoft Windows. Tjänsten började som ett program, en försäljningstjänst, i Windows 8 och Windows Server 2012 med huvudfunktionen att distribuera Universal Windows Platform-program (UWP). Med lanseringen av Windows 10 slog Microsoft ihop flera andra tjänster till en enda. Resultatet blev Microsoft Store, som numera tillhandahåller spel, appar, videor, musik samt e-böcker bland annat.
I juni 2013 fanns över 80 000 appar tillgängliga i dåvarande Windows store.

## Historia
Tidigare hade Microsoft en liknande tjänst som Microsoft Store, men då med namnet Microsoft Marketplace. Denna tjänst gav användare av Windows tillgång till att införskaffa program. Microsoft Marketplace hade funktionen att hålla reda på produktnycklar och licenser vilket gjorde det möjligt att ha ett köp av t.ex. en programvara på mer än en dator. Microsoft stängde ned Windows Marketplace i november 2008.